# Anja Person
Anja Sofia Tes Person (šved. Anja Sofia Tess Pärson; Umea, 25. aprila 1981) švedska je alpska skijašica. Sedmostruka je svetska šampionka, te olimpijska šampionka u slalomu sa Igara u Torinu 2006. godine.

## Biografija
Debitovala je u Svetskom kupu 15. marta 1998. godine u veleslalomskoj trci u finišu sezone u švajcarskoj Kran-Montani. Kvalifikovala se tamo zahvaljujući naslovu juniorske svetske šampionke i zauzela je 25. mesto. Do svoje prve pobede u Svetskom kupu nije čekala dugo. Desilo se to u decembru 1998. u američkom Mamut Mauntinu u trci slaloma. Imala je tada samo 17 godina. Svoj prvi naslov svetske šampionke ostvarila je na SP u Sent Antonu 2001. godine u slalomu. Na istom prvenstvu osvojila je i bronzu u veleslalomu. Naredne godine, na Olimpijskim igrama u Solt Lejk Sitiju osvaja srebro u veleslalomu i bronzu u slalomu, trkama u kojima je slavila, na tim Igrama nepobediva, Hrvatica Janica Kostelić.
Sledeću sezonu u Svetskom kupu završila je s malim kristalnim globusom u veleslalomu. Taj uspeh ponovila je još i naredne godine i u sezoni 2005/06. Vlasnica je kristalnog globusa iz slaloma u sezoni 2003/04. Iste te godine postala je i ukupna pobednica u poretku Svetskog kupa. Taj uspeh ponovila je i godinu posle.
Do sada (1. marta 2003) Anja ima 34 pobede u Svetskom kupu: 18 u slalomu, 11 u veleslalomu, 3 u spustu i 2 u super-veleslalomu. Jedino još nije pobedila u kombinaciji, ali nakon povlačenja Janice Kostelić iz "belog cirkusa" otvara joj se i ta mogućnost. Tom pobedom bi postala tek četvrta skijašica u istoriji koja je pobedila u svim disciplinama Svetskog kupa (uz Austrijanku Petru Kronberger, Šveđanku Pernilu Viberg i Hrvaticu Janicu Kostelić).

## Osvojeni kristalni globusi
| Sezona | Disciplina    |
| ------ | ------------- |
| 2003.  | Veleslalom    |
| 2004   | Veleslalom    |
| 2004   | Slalom        |
| 2004   | Ukupna pobeda |
| 2005   | Ukupna pobeda |
| 2006   | Veleslalom    |

## Pobede u Svetskom kupu
| Datum             | Skijalište                  | Disciplina |
| ----------------- | --------------------------- | ---------- |
| 3. decembar 1998  | Mamut Mauntin, SAD          | Slalom     |
| 9. decembar 2001  | Sestrieres, Italija         | Slalom     |
| 29. decembar 2001 | Lienc, Austrija             | Slalom     |
| 5. januar 2002    | Maribor, Slovenija          | Slalom     |
| 6. januar 2002    | Maribor, Slovenija          | Slalom     |
| 20. novembar 2002 | Aspen, SAD                  | Slalom     |
| 15. decembar 2002 | Sestrieres, Italija         | Slalom     |
| 19. januar 2003   | Kortina d'Ampeco, Italija   | Veleslalom |
| 25. januar 2003   | Maribor, Slovenija          | Veleslalom |
| 26. januar 2003   | Maribor, Slovenija          | Slalom     |
| 6. mart 2003      | Ore, Švedska                | Veleslalom |
| 28. novembar 2003 | Park Siti, SAD              | Veleslalom |
| 29. novembar 2003 | Park Siti, SAD              | Slalom     |
| 16. decembar 2003 | Madona di Kampiljo, Italija | Slalom     |
| 28. decembar 2003 | Lienc, Austrija             | Slalom     |
| 5. januar 2004    | Mežev, Francuska            | Slalom     |
| 24. januar 2004   | Maribor, Slovenija          | Veleslalom |
| 25. januar 2004   | Maribor, Slovenija          | Slalom     |
| 7. februar 2004   | Cvizel, Nemačka             | Veleslalom |
| 8. februar 2004   | Cvizel, Nemačka             | Slalom     |
| 21. februar 2004  | Ore, Švedska                | Veleslalom |
| 14. mart 2004     | Sestrieres, Italija         | Veleslalom |
| 23. novembar 2004 | Zelden, Austrija            | Veleslalom |
| 23. januar 2005   | Maribor, Slovenija          | Slalom     |
| 25. februar 2005  | San Sikario, Italija        | Super-G    |
| 26. februar 2005  | San Sikario, Italija        | Spust      |
| 11. decembar 2005 | Aspen, SAD                  | Slalom     |
| 22. decembar 2005 | Špindleruv Mlin, Češka      | Slalom     |
| 28. decembar 2005 | Lienc, Austrija             | Veleslalom |
| 13. januar 2006   | Bad Klajnkirhajm, Austrija  | Spust      |
| 27. januar 2006   | Kortina d'Ampeco, Italija   | Super-G    |
| 4. februar 2006   | Ofteršvang, Nemačka         | Veleslalom |
| 11. mart 2006     | Levi, Finska                | Slalom     |
| 15. mart 2006     | Ore, Švedska                | Spust      |

## Medalje sa OI i SP

### Olimpijske igre
- Solt Lejk Siti 2002.
  - Srebro - veleslalom
  - Bronza - slalom
- Torino 2006.
  - Zlato - slalom
  - Bronza - spust
  - Bronza - kombinacija

### Svetska prvenstva
- Sent Anton 2001..
  - Zlato - slalom
  - Bronza - veleslalom
- Sent Moric 2003.
  - Zlato - veleslalom
- Bormio 2005.
  - Zlato - superveleslalom
  - Zlato - veleslalom
  - Srebro - kombinacija
- Ore 2007.
  - Zlato - spust
  - Zlato - superveleslalom
  - Zlato - kombinacija
  - Srebro - takmičenje nacija
  - Bronza - slalom

## Lični život
U junu 2012. godine Anja Person je u švedskom radijskom programu Sommar objavila da je u vezi sa ženom Filippa Rådin u poslednjih pet godina i da zajedno očekuju dete.

## Spoljašnje veze
- FIS profil